# Catherine Procaccia
Catherine Procaccia, née le 13 octobre 1949 à Paris, est une personnalité politique française, membre du parti Les Républicains.
Longtemps élue à Vincennes, dans le Val-de-Marne, elle a été sénatrice de 2004 à 2023.

## Biographie
Catherine Procaccia est la sœur d'Henri Procaccia, ingénieur spécialiste de la fiabilité des composantes et des structures, de la maintenance et des méthodes de probabilités bayésiennes.
Elle est diplômée de l'Institut d'études politiques de Paris (1973).
Elle est première adjointe au maire de Vincennes jusqu'en 2004 et conseillère municipale depuis 1983.[réf. nécessaire]. En mars 2001, Catherine Procaccia est élue conseillère générale dans le canton de Vincennes-Ouest et réélue en mars 2008. Elle ne se représentera pas en 2015, faisant le choix de laisser la place à un élu de Saint-Mandé plus jeune, Julien Weil, qui deviendra par la suite maire de cette ville. Elle siégeait dans l'opposition, dans ce qui fut le dernier département communiste de France jusqu'en 2021. Elle fut ainsi la première femme à Vincennes a devenir Première adjointe puis conseillère générale. 
Cadre supérieure dans le privé jusqu'à fin 2004 elle continue à exercer ses fonctions jusqu'à fin 2004, où elle devient la première femme de droite sénatrice du Val-de-Marne le 26 septembre 2004. Elle est réélue le 25 septembre 2011, puis le 24 septembre 2017. 
Elle est élue vice-présidente de la commission des affaires sociales d'octobre 2008 à octobre 2011, puis devient secrétaire du Sénat d'octobre 2011 à septembre 2014. En octobre 2014, elle devient vice-présidente de l'Office parlementaire d'évaluation des choix scientifiques et technologiques - OPECST - (dont elle est membre depuis 2004) et membre du comité déontologique du Sénat.
Elle siège à la commission des affaires économiques dont elle est secrétaire de 2017 à 2021, puis retourne de 2021 à 2023 à la commission des affaires sociales.

## Mandat parlementaire
Elle est  à l'origine de plusieurs propositions de lois dont certaines sont devenues effectives.
- La proposition de loi sur le contrôle des comités d'entreprises qui est adoptée  au Sénat contre l'avis du gouvernement en  2013[6] . Ce dernier intégrera  malgré tout les dispositions dans la loi de 2014 sur la Formation professionnelle.

- En 2014,  elle fait voter au Sénat, une proposition de loi réformant le système de sécurité sociale des étudiants qui met fin à la délégation de service public des mutuelles étudiantes[7]. Sa proposition sera en totalité intégrée dans une loi Enseignement supérieur en 2018. La ministre saluera d'ailleurs la qualité de ce travail. C'est une des réformes les plus importantes dont elle est à l'origine,
- tout comme la première disposition de loi contre les squatteurs, :  loi "droit au logement", article 38 toujours en vigueur. Elle mettra plus de dix années pour que ce dispositif soit renforcé. (https://www.legifrance.gouv.fr/loda/article_lc/LEGIARTI000042655744/)

- Si sa proposition de loi de 2013 visant à faciliter la résiliation auprès de Canal + [8]n'a jamais été votée, elle a réussi à imposer à l'époque à Canal + de créer un espace abonné dans lequel ce dernier peut trouver les informations sur la date possible de rupture de son contrat. Dans la loi de 2022 sur le pouvoir d'achat, elle arrive a faire intégrer des cas de résiliations qui s'imposent à Canal +.

- D'autres de ses propositions de lois ont été reprises et votées sous forme différentes dont celle sur le service minimum dans l'aérien.

Elle fut rapporteur de plusieurs textes de lois
Loi modernisant le dialogue social (2006),   en 2007, Loi sur le dialogue social dans les transports terrestres de voyageurs, ( dite service minimum) et loi recodifiant le code du travail, en 2008 loi créant Pôle emploi (fusion Anpe-Unédic),  loi Dialogue social et emploi en 2014, loi sur la 5G en 2019, loi sur la déshérence des contrats de retraite complémentaire (2021) loi contre le dumping social sur le Transmanche en 2023. 
A partir de 2008, elle décide de s'impliquer dans les travaux de l' 
Office Parlementaire d'Evaluation des Choix Scientifiques et Technologiques.  Elle remettra plusieurs rapports d'importance : 
- -la chlordécone aux Antilles ( 2008 et en 2023) https://www.senat.fr/rap/r08-487/r08-487.html https://www.senat.fr/rap/r22-360/r22-360_mono.html

- en 2012 le spatial  à l'heure du choix entre Ariane 5 et ou Ariane 6 https://www.assemblee-nationale.fr/14/rap-off/i0348.asp, puis sur la politique spatiale européenne en 2015, en 2018 sur l'exploration spatiale vers Mars https://www.senat.fr/fileadmin/import/files/fileadmin/Fichiers/Images/opecst/quatre_pages/OPECST_2018_0068_note_8_Mars.pdf

- la Phagotherapie en 2021 https://www.senat.fr/salle-de-presse/communiques-de-presse/presse/cp20210309.html

- sur les nouveaux produits du tabac en 2023 https://www.senat.fr/travaux-parlementaires/office-et-delegations/office-parlementaire-devaluation-des-choix-scientifiques-et-technologiques/alternatives-au-tabac.html``

Elle s'est impliquée dans plusieurs groupes d'amitiés inter-parlementaires ( Canada, USA, Australie), et particulièrement dans le groupe Indonésie qu'elle créa en 2009 et auquel elle rattacha le Timor-Este. C'est ainsi qu'elle devint une spécialiste de "huile de palme " et pâte à papier. 
Puis en 2017, elle pris la présidence du groupe "Vanuatu-îles du Pacifique",  et tenta de sensibiliser les autorités françaises à l'importance stratégique de ces petites îles, enfin reconnue en 2023 par le déplacement du President de la république et de plusieurs ministres au Vanuatu et en Papouasie-Nouvelle-Guinée.
Enfin, au sein de la délégation des Outre-mer du Sénat, elle co-rédigea un rapport sur la nécessaire adaptation du cadre normatif pour ces agricultures. https://www.senat.fr/rap/r15-775/r15-7751.html

## Vie professionnelle et associative
Elle a été cadre supérieur dans une grande entreprise d'assurance et exerça de multiples fonctions transversales :  dès son entrée en septembre 1973, elle participe à la création du service de formation interne;  en 1981, elle devient chef du service information et communication,  puis chef de publicité en 1986. Elle sera en charge des 1ères campagnes de publicité à la télévision de Groupama, puis de l'application du  nouveau logo vert partout en France. En 1988, elle crée le secteur des manifestations extérieures  avec de grands évènements comme « La grande moisson » sur les Champs-Élysées, ou le centième concours général agricole en 1993. Puis elle dirigera  la communication marketing. En 1996, elle est responsable de la communication interne et créera le premier intranet de l'entreprise destiné à tous les salariés. Puis elle cumulera  avec la direction de la logistique et de l'immobilier jusqu'à ce qu'elle devienne sénatrice fin 2004.

## Fin de mandat
Elle rédige "Odyssée", retraçant son activité sénatoriale pendant ses 19 ans au Palais du Luxembourg, sous une forme originale racontant les dessous de la loi et des anecdotes. A lire sur Linkedin